# Törcsvári-szoros
A Törcsvári-szoros (románul Culoarul Rucăr-Bran, németül Törzburger Pass) a Déli-Kárpátok szorosa, amely a Bucsecs-hegységet választja el a Királykő-hegységtől. Romániában, Argeș és Brassó megyék területén található, fő iránya északkelet–délnyugat. A DN73-as főút halad át rajta.
A Törcs-patak völgyéből a Dâmbovița völgyébe átvezető út az ókortól egészen a 19. századig az Erdélyt és Havasalföldet összekötő útvonalak legjártabbika és egyik legfőbbike volt (a Prahova-völgy csak a 19. század közepén vette át ezt a szerepet). Népszerű turisztikai célpont, a falvakban számos hagyományőrző eseményt és tevékenységet szerveznek,  lehetőség van síelésre és természetjárásra, a törcsvári kastély pedig a 2010-es években Románia leglátogatottabb turisztikai látnivalója volt.

## Földrajza
Románia középső részén helyezkedik el, Argeș és Brassó megyék határán; fő iránya északkelet–délnyugat. Hossza 22,5 km, szélessége legtöbb 14 km, a szoroson áthaladó országút legnagyobb tengerszint feletti magassága 1275 m. Keleten a Leaota-hegység és a Bucsecs-hegység határolja, nyugaton pedig a Királykő-hegység és a Jézer-hegység. A hegyek 500–800 méterrel emelkednek a szoros völgye felé.
Éghajlata mérsékelt övezeti hegyvidéki, az évi középhőmérséklet 4–8°C, a csapadékmennyiség 810–1020 mm, a hótakarós napok száma 200. Gyakori a hőinverzió. A légtömegek mozgása északkelet–délnyugat irányú.

### Geológia és vízrajz
A Törcsvári-szoros a mezozoikumban, a kréta időszak végén nyerte el formáját, midőn gyűrődéses folyamatok során létrejöttek a Bucsecs és Királykő szinklinálisai és a Leaota antiklinálisa. Kőzettani szempontból alsó rétegeit kemény kristályos kőzetek jellemzik, mivel a mezozoikum közepén üledékgyűjtő medenceként szolgált. Erre a jura és kréta időszakok között további, főként mészkőből, kisebb mértékben homokkőből és márgából álló rétegek rakódtak, majd ezeket törmelékes képződmények borították be.
A szoros mintegy kétharmada a Dâmbovița, a fennmaradó északi rész a Törcs-patak (râul Turcului) vízgyűjtő területén található. A környék gazdag vízfolyásokban, melyek a környező hegyekből sietnek le, és medencéket, lankákat, teraszokat, szurdokokat hoznak létre. A legfontosabb eróziós tényező a Dâmbovița folyó: ez a szoros déli részén látványos karsztikus domborzatot alakított ki a mezozoikumi mészkőben, lenyűgöző katlanoktól kezdve a Dâmbovicioara-környéki barlangrendszerekig.

### Flóra és fauna
A Törcsvári-szoros területének 47%-át erdő borítja. 1000 méteres tengerszint feletti magasságig lombhullató erdők jellemzik, melyek főleg bükkből és gyertyánból állnak, de található kőris és nyír is, kisebb csoportokban pedig hegyi szil, rezgő nyár, korai juhar. A nagyobb magasságokra, 1400–1500 méterig vegyes erdők jellemzőek, melyekben a bükk lucfenyővel, jegenyefenyővel, és vörösfenyővel keveredik. A hegyi legelők flóráját veres csenkesz, réti csenkesz, réti perje, szőrfű, fehér here alkotja, virágai az ibolya, mezei katáng, tejoltó galaj, tátika. A karsztikus körzetekben megjelenik az aranyzab, szirti sás, havasi gyopár is. A Kárpátok endemikus fajtái közül itt terem a tűlevelű szegfű és a fekete sötétkosbor.
Állatvilágának képviselői a farkas, hiúz, mókus, nagyobb magasságokban a zerge. A madarak közül gyakori a széncinege, sisegő füzike, kis légykapó, fehérhátú fakopáncs, a vízfolyásokban pedig pisztráng, Petényi-márna, pénzes pér él.

## Leírása

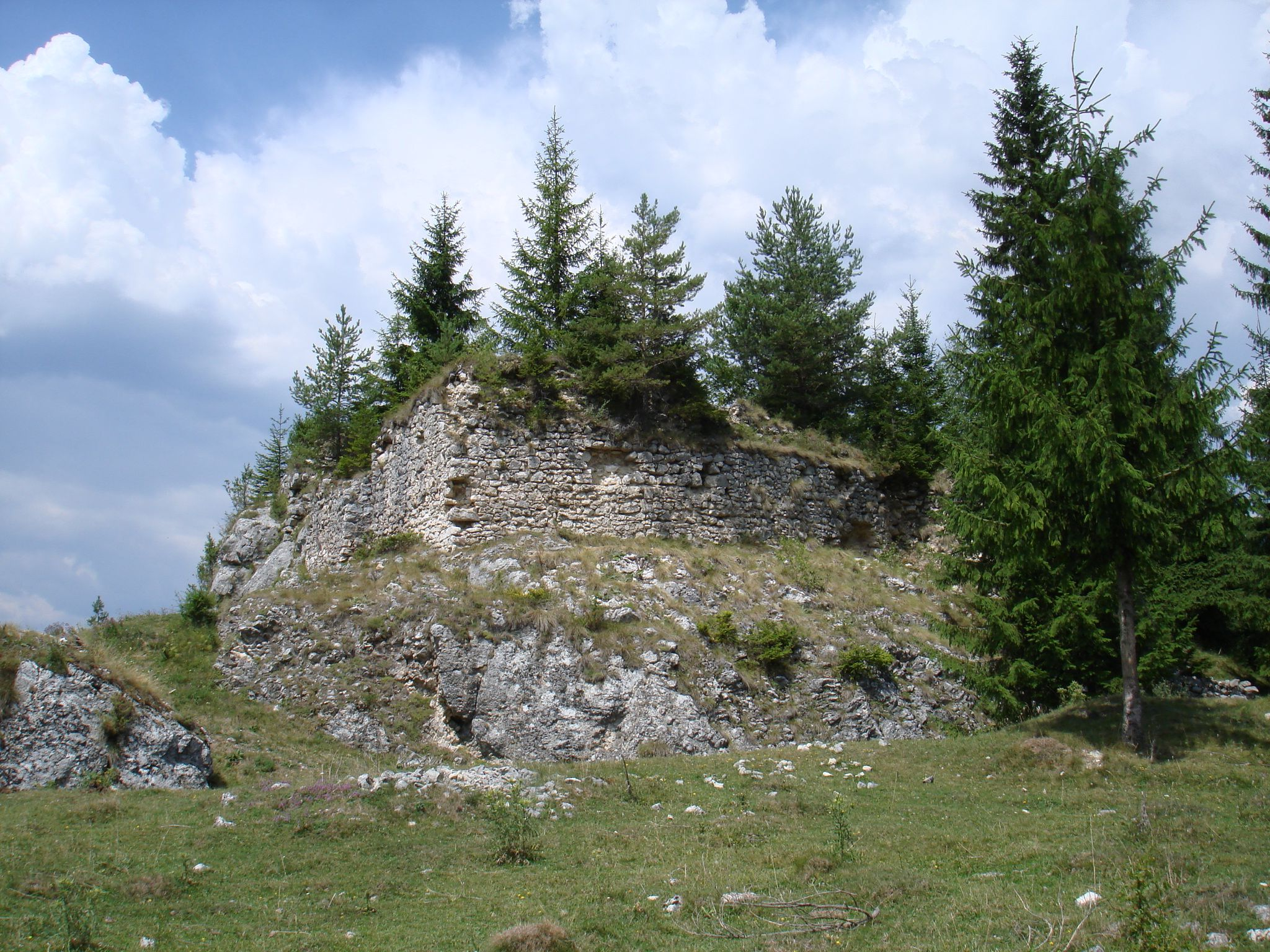
Orația vára

A hágón áthaladó út nyomvonalát a szoros vízrajza alakította ki. Törcsvár felől indulva az út a Törcs-patak és a Sbârcioara völgyei által közrefogott gerincen halad – az előbbi a Királykő, az utóbbi a Bucsecs vizeit gyűjti össze. Mindkét oldalon kiváló kilátás nyílik a távoli, sziklás hegyvonulatokra, és a hágóban zöldellő legelőkre, elszórt falvakra. Dél felé közeledve feltárul Podul Dâmboviței medencéje és Orația vára, az út mellett megjelennek a mészkősziklák.

### Települések
A Törcsvári-szorosra a szeres települések jellemzőek. A hagyományos építészetet az erődítéssel kerített porták (gospodării cu ocol întărit) képviselik, melyekre hatással volt mint a szász, mind a Kárpátokon túli építészet. A porták kerítőfala szabálytalan alakú, 5–13 szögű; ezen belül megtalálható a háromszobás, egyszintes ház, istálló, juhakol, sajtkészítő kunyhó, szín. A portákon kívül szezonálisan lakott hodályok is állnak a legelőkön. A 20. század végén a településeken elszaporodtak a – főleg bukarestiek által épített – modern villák és vendégházak.
A szoros északkeleti felén, Brassó megyében helyezkedik el Törcsvár község (falvai Törcsvár, Kispredeál, Porta, Simon és Szohodol), Alsómoécs község (falvai Alsómoécs, Drumul Carului, Felsőmoécs, Kheja, Magura és Pestera), valamint Fundáta község (falvai Fundáta, Kisfundáta és Sirnea).
A szoros Argeș megyei oldalán található Dâmbovicioara község (falvai Dâmbovicioara, Ciocanu és Podu Dâmboviței) illetve Rucăr község (falvai Rucăr és Sătic).

## Történelme

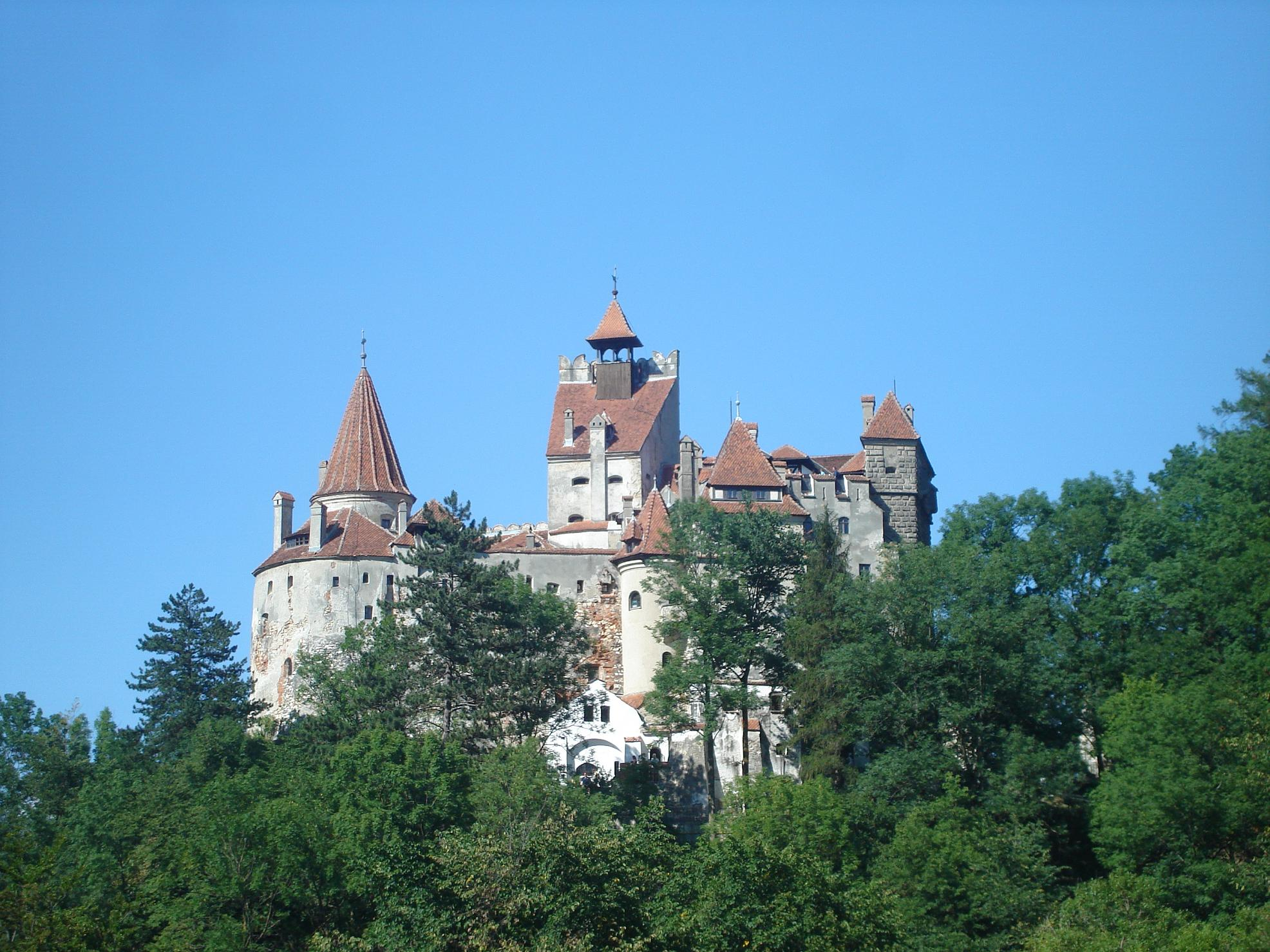
A törcsvári kastély

A Törcsvári-szoros az ókortól egészen a 19. századig az Erdélyt és Havasalföldet összekötő útvonalak legjártabbika és egyik legfőbbike volt – a Prahova-völgy csak a 19. század közepén vette át ezt a szerepet. A Dáciát meghódító római légiók egy része itt kelt át a Kárpátokon; később ez a hágó biztosította a csapatok közlekedését, területén pedig két castrumot is emeltek.
A középkorban a Brassót és Târgoviștét összekötő szoros fontos kereskedelmi útvonal volt. Orbán Balázs szerint a székelyek már a 11. században várat építettek ide, hogy védekezzenek a kunok és a besenyők betörései ellen, azonban ezt lerombolták. 1212 körül a Német Lovagrend fából épített várat a torkolatot elzáró, 60 méter magas sziklaszálra, melyet a rendházi főnök (komtur) után Dietrichsteinnak neveztek el (latinul lapis Tyderici; valószínűleg innen ered a későbbi Törzburg, azaz Törcsvár név). 1377-ben, I. Lajos magyar király engedélyével a szászok kővárat építettek ide, hogy védjék az útvonalat a török, tatár betörések ellen. 1413-ban ide helyezték át a vámhivatalt is, mely korábban a hágó másik felén, Rucărnél (Ruffam arborem) volt. A vám működését eleinte a törcsvári várnagy felügyelte, utóbb azonban az erdélyi fejedelmek haszonbérbe adták a harmincadvámot, leginkább Brassó városának. 1836-ban a vámot a Giuvala-hágóhoz (a mai Fundata község területe) helyezték át.
A törcsvári kastély nem az egyetlen vár volt, amely a szorost védte; hasonló szerepet töltött be a mára már elpusztult Orația vára (a népnyelvben Cetatea Neamțului) is, Podu Dâmboviței mellett, melyet egyes vélekedések szerint a Német Lovagrend, mások szerint Radu Negru épített. Egyes vélemények szerint ezen a környéken zajlott le a posadai csata. 16. századi számadások tanúsága szerint az Orația melletti régi utat a középkorban fával burkolták, hogy az igásállatok ne csússzanak meg a mészkövön; az útszakasz német neve Königsbrücke (Király-híd) volt. Barcasági szász mesterek többször kijavították a faburkolatot; munkájuk jutalmaként havasalföldi legelőket kaptak a Dâmbovița völgyében.
1579-ben említik először Dâmbovicioarát, 1602-ben pedig Rucăr települését. A 18. században a Gubernium irányítása alatt álló egészségügyi bizottság vesztegzárat tartott fenn a szorosban, a Habsburg birodalom déli és keleti részét körülvevő kordon részeként, mely a külföldről behurcolt járványok terjedését próbálta megakadályozni. A karantén akár több hónapi várakozást is jelentett; a betegeket elkülönítették, ruháikat elégették, az árukat lemosták vagy szellőztették.
A hágón keresztül nemcsak utazók és kereskedők közlekedtek, hanem számos hadjáratban is szerepet kapott, kezdve a kunok és besenyők betöréseivel, folytatva a török és tatár támadásokkal; viszont a magyarok is a törcsvári szoroson át támadták meg Havasalföldet. A szoros kisebb mértékben az 1848–49-es szabadságharcban is érintett volt: 1849. március 19-én ezen az úton menekült Heydte serege Havasalföldre.
1891-ben korszerűsítették a szoroson átvezető országutat. Az avatási ünnepségen I. Károly román király is részt vett.
A törcsvári szorosban esett el az első világháború első román tisztje, mikor is 1916-ban Románia hadba lépett az Antant oldalán és megtámadta Erdélyt – halálának helyén ma kőkereszt áll. A központi hatalmak ellentámadása során Erich von Falkenhayn tábornok egyik hadcsoportja a szoroson át próbált meg áthatolni, de a hegység déli lejtőjén megakadt. A szorosban elesett német, osztrák, és román első világháborús katonák a Dragoslavele melletti hősök temetőjében nyugszanak.

## Turizmus
A Törcsvári-szoros ismert turisztikai célpont. Törcsvár települését már az 1930-as években népszerű üdülőhelyként tartották számon, a román hatalomátvétel után nagymértékben átalakított törcsvári kastély pedig a 2010-es években Románia leglátogatottabb turisztikai látnivalója volt. A környék emellett a romániai falusi turizmus bölcsője: az 1970-es években itt jelölték ki a legelső turisztikai falvakat.
A falvakban számos hagyományőrző eseményt és tevékenységet szerveznek: az érdeklődő turista megismerheti a helyi népművészetet, kipróbálhatja a tojásfestést, kosárfonást, ikonfestést, részt vehet a transzhumáló pásztorkodáshoz kötődő ünnepségeken és vásárokon. Ezeken kívül lehetőség van síelésre és természetjárásra is.

### Műemlékek
A Törcsvári-szoros településein az alábbi műemlékek találhatók:
Argeș megyében

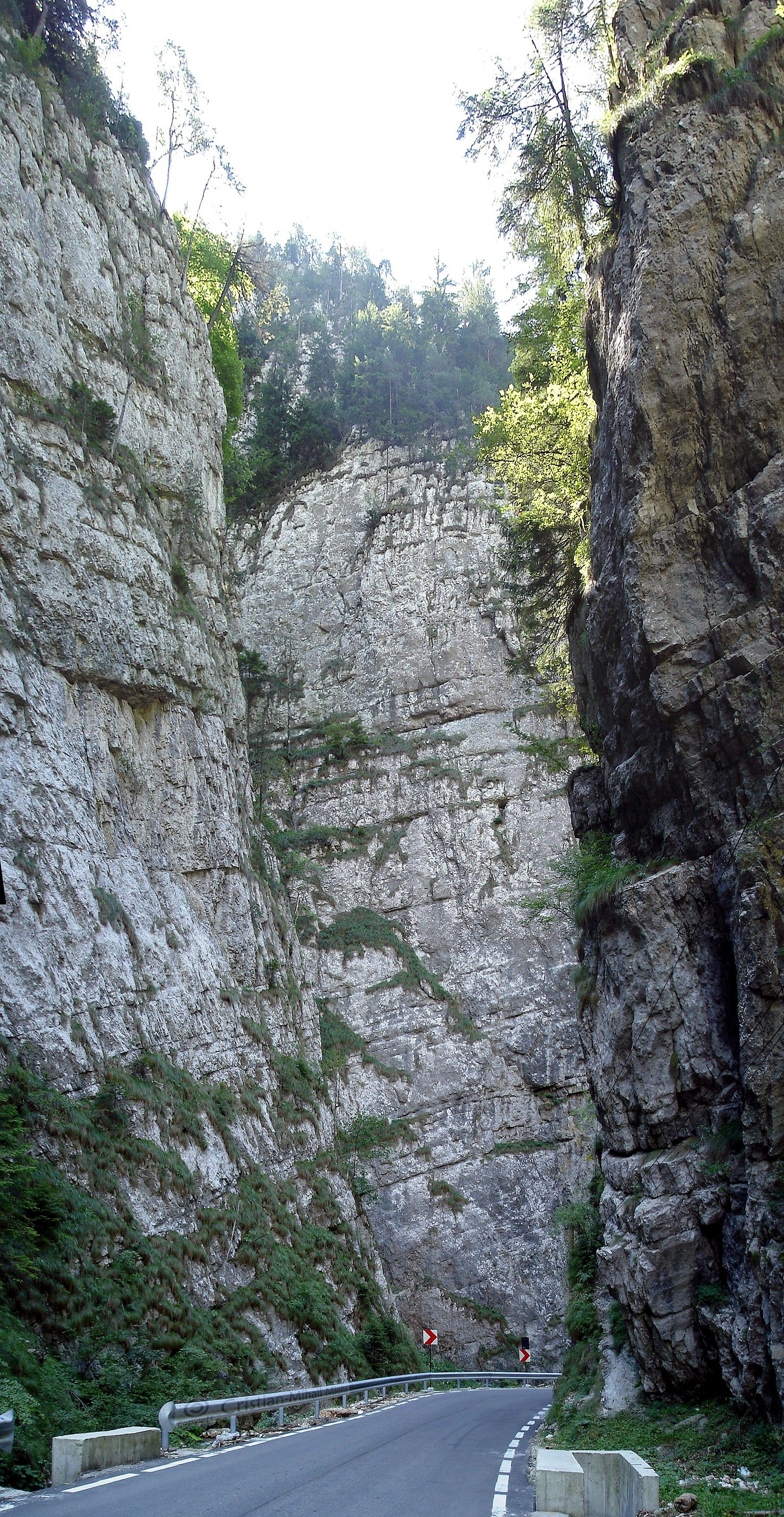
Dâmbovicioara-szoros

- Orația vára(wd) romjai Podu Dâmboviței falutól 1,5 kilométerre (LMI-kódja AG-II-a-A-13763)
- Brâncoveanu-híd (1711) a DN73-as főút és a DJ22-es megyei út kereszteződésénél (AG-II-m-B-13764)
- Szent császárok-templom (1940) Podu Dâmboviței faluban (AG-II-m-B-13765)
- Szent György és Demeter vértanúk templom (1780) Rucăr faluban (AG-II-m-A-13780)
- 19. századi Arsulescu-ház Rucăr faluban (AG-II-m-B-13781)
- Ţuluca Năstase faháza (1955 előtt) Rucăr faluban (AG-II-m-B-13783)
- 18. századi kőkereszt a Ciocanu-Sirnea úton (AG-IV-m-A-13934)
- Kőkereszt (1815) Ciocanu falu délnyugati részén (AG-IV-m-B-13935)
- Kőkereszt (1692) Podu Dâmboviței falutól 1 kilométerre nyugatra, a  Câmpulung-Brassó út jobb oldalán (AG-IV-m-A-13981)
- Kőkereszt (1710) Podu Dâmboviței falutól 800 méterre keletre, az Orația várához vezető régi úton (AG-IV-m-A-13982)
- Kőkereszt (1711) Podu Dâmboviței falutól 1800 méterre keletre, az Orația várához vezető régi úton (AG-IV-m-A-13983)
- Kőkereszt (1711) Podu Dâmboviței faluban, a Dâmbovița folyó hídja mellett (AG-IV-m-A-13984)
- 18. századi kőkereszt Podu Dâmboviței falutól 1 kilométerre nyugatra, 100 méterre az országúttól (AG-IV-m-A-13985)
- Kőkereszt (1671) Rucăr faluban, a  Râuşor-patak bal partján (AG-IV-m-A-13993)
- Kőkereszt (1613-1614) Rucăr faluban, Str. Valea Poienii 46. számú ház előtt (AG-IV-m-A-13994)
- Kőkereszt (1723) Rucăr faluban, Str. Dârstei 2. számú ház előtt (AG-IV-m-A-13995)
- "Olteanu"-kőkereszt (1735) Rucăr faluban, a  Râuşor-patak jobb partján (AG-IV-m-A-13996)
- Kőkereszt (1614) Rucăr faluban, Str. Brasovului 64 számú ház előtt (AG-IV-m-A-13997)
- Kőkereszt (1669-1672) Rucăr faluban, Str. Lunca 2. számú ház előtt (AG-IV-m-A-13998)
- Kőkereszt (1678-1688) Rucăr faluban, Str. Tabaci  (AG-IV-m-A-13999)
- Kőkereszt (1710) Rucăr faluban, Str. Poarta Câmpului, az erdészettel szemben (AG-IV-m-A-14000)

Brassó megyében
- Istenszülő elszenderedése templom (1820-1836) Törcsváron (LMI-kódja BV-II-m-B-11609)
- Törcsvári kastély, 14. század (BV-II-a-A-11610)
- Ilona román királyi hercegnő háza Törcsváron, 1944-1949 (BV-II-m-B-11611)
- törcsvári vám, 16. század (BV-II-a-B-11612)
- törcsvári néprajzi park, 1950-1975 (BV-II-a-A-11614)
- Istenszülő elszenderedése templom, 1843, Fundáta faluban (BV-II-m-B-11699)
- 18. századi Szent Paraszkiva-templom Szohodol faluban (BV-II-m-B-11819)
- 19. századi Szent Miklós-templom Simon faluban (BV-II-m-B-11823)
- 18-19. századi Szent Paraszkiva-templom Simon faluban (BV-II-a-A-11824)
- Traian Moşoiu(wd) tábornok mellszobra (1927) a törcsvári parkban (BV-III-m-B-11858)

### Védett területek
Országos szinten védett területek a szoros községeinek területén:
- Bucsecs-hegység: Abruptul Bucşoiu, Mălăeşti, Gaura(wd) (Bran és Alsómoécs községek területén)
- Zernyesti-szoros(wd) (Alsómoécs község területén)
- Denevér-barlang(wd) (Alsómoécs község területén)
- Dâmbovicioara-szoros(wd) (Rucăr és Dâmbovicioara községek területén)
- Dobreşti-barlang(wd) (Dâmbovicioara község területén)
- 15. sz. barlang(wd) (Dâmbovicioara község területén)
- Dâmbovicioara-barlang(wd) (Dâmbovicioara község területén)
- Uluce-barlang(wd) (Dâmbovicioara község területén)
- Stanciu-barlang(wd) (Dâmbovicioara község területén)
- Grindi zsomboly(wd) (Dâmbovicioara község területén)